# Gerschon Ulif Aschkenasi
Gerschon Ulif Aschkenasi (geboren im zweiten Jahrzehnt des 17. Jahrhunderts; gestorben am 20. März 1693) gilt als einer der berühmtesten und anerkanntesten talmudischen Rechtsexperten und war der letzte Oberrabbiner der jüdischen Gemeinde am Unteren Werd in Wien.

## Leben
Gerschon wurde vermutlich in den 1620ern im deutschsprachigen Gebiet geboren und zog mit seiner Familie nach Krakau (daher wurde ihm wohl der Nachname Aschkenasi gegeben, da Aschkenas als Bezeichnung für Deutschland verwendet wurde). Sein wahrer Nachname war Ulif, von Olive stammend. In Krakau wurde er vom berühmten Talmudisten Joel Serkes geschult und ausgebildet. Er wirkte zunächst in Mähren, in Prossnitz, vermutlich um 1650, bis er Angebote für Rabbinerstellen bei prestigeträchtigeren Gemeinden bekam.
Von 1659 bis 1660 war er in Hanau tätig, von 1661 bis 1664 in Nikolsburg, wo er den Platz seines Lehrers und Schwiegervaters, Menachem Mendel Krochmal, einnahm. Letztendlich wirkte er für fünf Jahre in Wien, bis er und alle Juden im Jahre 1670 unterhalb der Enns, somit auch Wien, vertrieben wurden. Er war also der letzte Rabbiner der Gemeinde am Unteren Werd in Wien. Gerschon Aschkenasi beschrieb die Reaktion auf den Vertreibungsbefehl wie folgend:
„Bis nun hatten wir keine Ruhe; viele Leiden umgaben uns, unter denen das letzte die früheren übertrifft, denn ein Verhängniß von Oben traf uns und wir sind sehr erschüttert; ich kann mich daher nicht fassen; aus der Verstörung, mit Besonnenheit schriftlich mitzutheilen.“
Nach der Vertreibung ging er nach Metz, wo er bis zu seinem Tod am 20. März 1693 blieb.
Gerschon hatte vier Söhne, Moische (Moses), Nussn (Nathan), Nuchem (Nahum) und Joel. Alle vier folgten den Fußstapfen des Vaters und wurden Gelehrte.

## Werke
Gerschon Aschkenasi war Talmudexperte, befasste sich aber auch mit kabbalistischen Angelegenheiten wie Tiferet ha-Gershuni (Tiferet ist die sechste Sefira des kabbalistischen Baum des Lebens). Er verfasste das Sefer Avodas HaGersuhni (Gerschon´s Dienst). Er unterhielt eine Jeschiwa in Wien. 1716, also nach seinem Tod, wurde eines seiner Werke in Frankfurt am Main veröffentlicht, Erklärungen und Kommentare über den Schulchan Aruch.
Seine Schüler schrieben ihm eine besondere Persönlichkeit zu, zudem galt er allgemein als charismatisch. Einer seiner bekanntesten Schüler war David Oppenheim.

## Weblink
- Ashkenazi, Gershon. Hessische Biografie. (Stand: 23. Mai 2024). In: Landesgeschichtliches Informationssystem Hessen (LAGIS).